# Rue de Pitteurs
La rue de Pitteurs est une rue du quartier d'Outremeuse à Liège en Belgique (région wallonne). 

## Odonymie
La rue rend hommage à Jean-Théodore de Pitteurs (1711-1778), avocat qui légua une partie de sa fortune à l'hospice des Incurables. 

## Histoire
La voirie a été percée en 1857 pour la partie entre la rue Grande-Bêche et la place Delcour et en 1870 pour la section menant au quai Édouard Van Beneden. Sa construction a supprimé la partie sud de la rue Grande-Bêche.
À l'angle avec la rue Grande-Bêche, une plaque commémorative reprend le texte suivant : Dans la nuit du 20 août 1914, les Allemands ont, sans provocation, brûlé cette maison. Cinq personnes y ont péri.

## Description
Cette voie plate et rectiligne d'une longueur d'environ 220 m et d'une largeur d'environ 8 m est une artère qui applique un sens de circulation automobile uniquement dans le sens Grande-Bêche - Delcour. La partie de la rue entre la rue Grande-Bêche et le quai est à double sens. La rue est surtout connue pour abriter plusieurs établissements scolaires (voir Riverains).

## Architecture
L'institut d'anatomie Auguste Swaen est un imposant bâtiment de style néo-gothique réalisé en 1886 d'après les plans de l'architecte Lambert Noppius et situé au no 20.

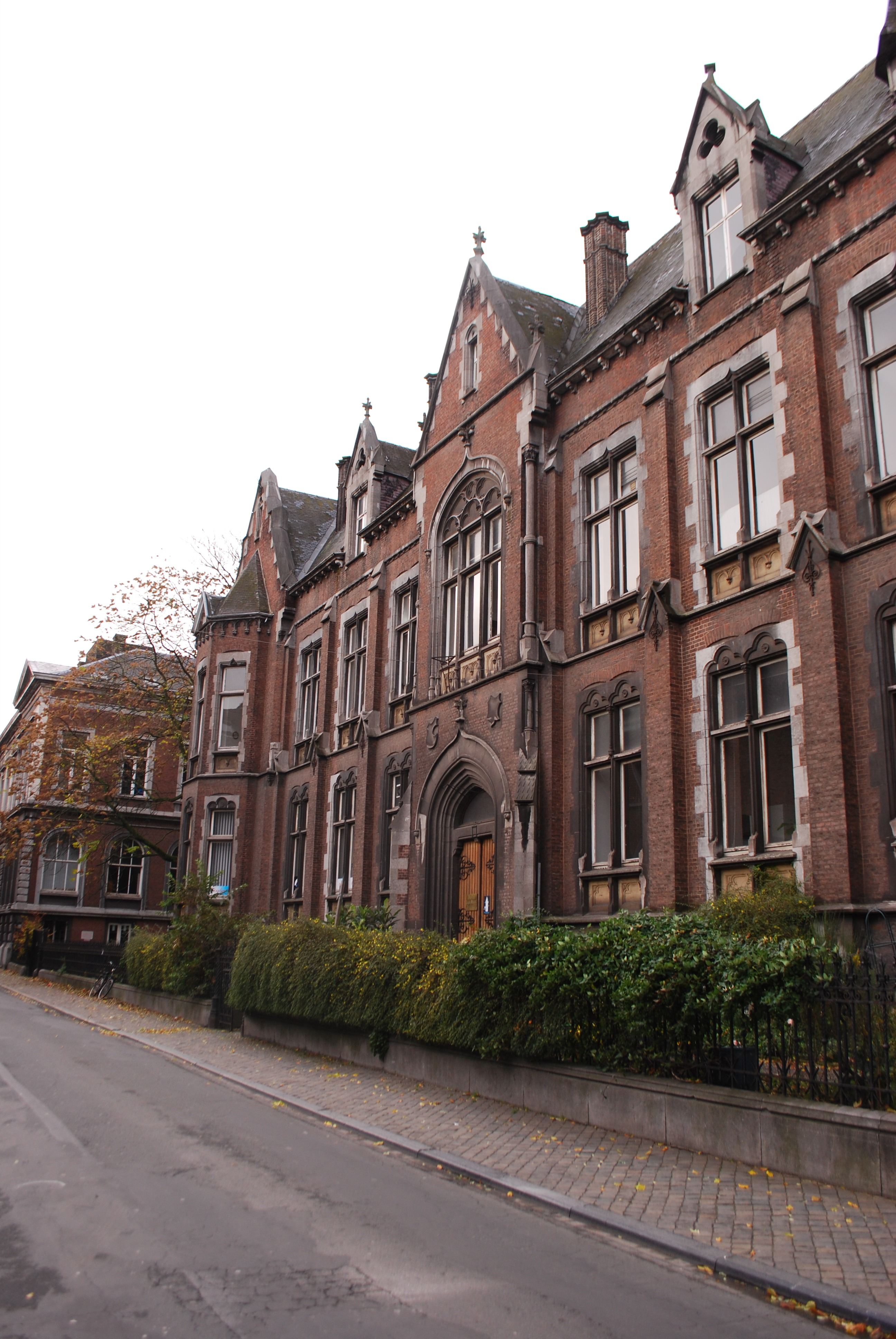
L'institut d'anatomie

## Riverains
Outre l'institut d'anatomie, l'implantation Marie-José du groupe scolaire Sainte-Véronique ainsi que deux implantations de l'école de coiffure de Pitteurs (ancienne école Henri Boinem et ancienne école communale) sont situées dans la rue.
La mosquée Al Mouwahidine se situe au no 39.

## Voiries adjacentes
- Quai Édouard Van Beneden
- Rue Grande-Bêche
- Place Delcour